# Рызлейцев, Сергей Иванович
Серге́й Ива́нович Рызле́йцев (27 августа 1923, Кузнецк, Саратовская губерния — 24 сентября 1994, Нижний Новгород) — советский военачальник, генерал-майор Ракетных войск стратегического назначения.

## Биография
Сергей Иванович Рызлейцев родился 27 августа 1923 года в городе Кузнецке Кузнецкого уезда Саратовской губернии, ныне город областного значения Пензенской области. Отец был кустарь – шерстовод.
После окончания семилетки в 1938 году поступил в  Кузнецкий овчинно–шубный техникум, где к лету 1941 года окончил 3 курса.
Член ВЛКСМ с ноября 1939 года.
В Рабоче-крестьянскую Красную Армию призван 10 августа 1941 года Кузнцким РВК Пензенской области.
Участник Великой Отечественной войны с июня или с сентября 1942 года. Войну закончил в звании гвардии капитана, командир батареи 122-мм миномётов 245-го гвардейского стрелкового полка 84-й гвардейской стрелковой дивизии. 
С июля 1943 года — кандидат в члены, а с февраля 1944 года — член ВКП(б), в 1952 году партия переименована в КПСС.
С июля 1945 года командир дивизиона в 779-м миномётном полку 84-й гвардейской стрелковой дивизии Особого военного округа.
С июня 1946 года служил в 44-м гвардейском артиллерийском полку 16-й гвардейской стрелковой дивизии Прибалтийского военного округа; сперва — командир батареи, майор; с октября 1949 года — начальник штаба дивизиона, майор; с октября 1950 года — заместитель начальника полковой школы, подполковник.
С сентября 1952 года по сентябрь 1953 года — слушатель Высшей офицерской артиллерийской школы. После окончания ВОАШ продолжил службу в должности заместитель начальника полковой школы 44-го гвардейского артиллерийского полка.
С ноября 1954 года — командир дивизиона 37-й гвардейской артиллерийской бригады Прибалтийского военного округа.
С октября 1955 года — командир дивизиона 145-го корпусного артиллерийского полка 36-го гвардейского стрелкового корпуса Прибалтийского военного округа.
С июня 1956 года — командир дивизиона 115-го пушечного артиллерийского полка 116-й армейской артиллерийской дивизии Прибалтийского военного округа.
С сентября 1956 года по июнь 1959 года — слушатель Военной артиллерийской командной академии, полковник.
В октябре 1960 года назначен на должность командира ракетного полка в 42-ю ракетную дивизию (г. Нижний Тагил) 31-й Оренбургской ракетной армии. 1 ноября 1961 года первым в СССР заступил на боевое дежурство с новейшим ракетным комплексом наземного типа Р-16 ракетный полк под командованием полковника Рызлейцева С. И. (Нижний Тагил). С августа 1962 года — начальник штаба ракетной армии.
С декабря 1964 года командовал 17-й ракетной бригадой в г. Шадринске Курганской области.
Избран делегатом на XXIII съезд КПСС от Курганской области в 1966 году.
С 26 апреля 1966 года назначен в Омскую ракетную армию (Ужур-4 (ныне ЗАТО Солнечный), Красноярский край) командиром 62-й дивизии РВСН, генерал-майор.
12 марта 1967 года избран депутатом Красноярского краевого Совета депутатов трудящихся от Ужурского избирательного округа № 309.
С августа 1968 года по 21 ноября 1978 года командовал военной частью в Горьком, где и остался жить после выхода в отставку.
С 6 мая 1980 года по 20 мая 1983 года работал директором Горьковской швейно-такелажной фабрики.
Выйдя на заслуженный отдых, дважды избирается председателем Нижегородского районного Совета ветеранов войны и труда.
Сергей Иванович Рызлейцев трагически погиб (попал под автомобиль) 24 сентября 1994 года в городе Нижний Новгород Нижегородской области. Похоронен в Нижнем Новгороде, на Старо-автозаводском кладбище.

## Места службы
- С 1960 года по 1962 год — 42-я ракетная дивизия 31-й ракетной армии, г. Нижний Тагил (ЗАТО Свободный) — командир полка, полковник;
- С 1962 года по 1964 год — 18-я ракетная дивизия 31-й ракетной армии, г. Шадринск — командир дивизии, полковник[прояснить];
- С 1964 года по 1966 год — 17-я ракетная бригада РВСН в г. Шадринск — командир бригады, полковник;
- С 26 апреля 1966 по 4 июля 1968 года — 62-я дивизия РВСН в составе Омской ракетной армии (Ужур-4, ныне ЗАТО Солнечный, Красноярский край) — командир дивизии, генерал-майор[3].
- С 1968 года до выхода в отставку — командовал военной частью (арсеналом РВСН) в Горьком.

## Награды
- Орден Красного Знамени, 11 июня 1945 года[4]
- Орден Отечественной войны I степени, дважды: 19 ноября 1944 года[5], 6 апреля 1985 года[6]
- Орден Отечественной войны II степени, 21 сентября 1944 года[7]
- Орден Красной Звезды, дважды: 1 августа 1943 года[8] и 30 декабря 1956 года
- Орден «За службу Родине в Вооруженных Силах СССР» III степени, 30 апреля 1975 года[9]
- медали, в т.ч.:
  - Медаль «За боевые заслуги», 19 ноября 1951 года
  - Юбилейная медаль «За воинскую доблесть. В ознаменование 100-летия со дня рождения Владимира Ильича Ленина»
  - Медаль «За отвагу на пожаре»[10]

## Память
- Портрет на стене памяти в пос. Большое Пикино города Бор Нижегородской области.